# ПММ (пистолет)
9-мм пистолет Макарова модернизированный ПММ (Индекс ГРАУ — 56-А-125М) — российский пистолет, разработанный в КБ Ижевского механического завода в начале 1990-х годов в рамках темы НИОКР «Грач». Принял участие в конкурсе на новый армейский пистолет под обозначением «Грач-3».

## Описание
70 % деталей пистолета ПММ взаимозаменяемы с пистолетом ПМ.
У пистолета усилена рамка и увеличена масса затвора. Патронник ПММ оснащен спиралевидными канавками, что позволяет использовать для стрельбы высокоимпульсные патроны 9×18 мм ПММ. При выстреле давление пороховых газов вдавливает стенки гильзы в три канавки на стенках патронника, удерживая гильзу в патроннике, пока пуля не вылетит из ствола и давление не снизится, после чего гильза экстрактируется и выбрасывается. Максимальное давление в канале ствола пистолета при новом патроне возросло на 15 %, что несколько увеличило отдачу.
Крышка магазина слегка выступает вперед, что дает опору ладони и может несколько ускорить перезаряжание. Форма рукояти изменена на более удобную, что улучшило условия прицеливания и стрельбы навскидку с правой руки. На заднем торце рукоятки выполнена насечка для более надежного удержания. Изменение органов удержания может заметно улучшить кучность стрельбы из пистолета.
Прицельные приспособления открытого типа — мушка и целик с прорезью.

### Конструктивные недостатки
Пружины в магазинах работают с перенапряжением, поэтому быстро теряют упругость, что приводит к задержкам при стрельбе. Некачественная пластмасса, из которой изготовлен подаватель, является причиной образования трещин, а также изнашивания или поломки зуба подавателя.

## Варианты и модификации
- ПММ — модель под патрон 9×18 мм ПММ с магазином на 8 патронов, идентичным магазину ПМ;
- ПММ-12 — модель под патрон 9×18 мм ПММ с двухрядным магазином на 12 патронов, переходящим в однорядную горловину;
- ИЖ-70-100 (ИЖ-70-17А) — спортивный пистолет, модель 1994 года под патрон 9×18 мм ПМ, имеет магазин на 12 патронов и внешний вид пистолета ПММ (отличается регулируемым прицелом)[4].
- «Байкал-442» — экспортная модификация под патрон 9×18 мм ПМ, спортивный пистолет. В сентябре 2015 года сертифицирован для продажи в России в качестве спортивно-тренировочного пистолета[5]
- ИЖ-71-100 (с сентября 2008 года выпускается под названием MP-71Н) — служебная модификация под патрон 9×17 мм К, ёмкость магазина 10 патронов.

## Страны-эксплуатанты
- Армения — в 2009 году закуплено 300 шт.[6]; находятся на вооружении отдельных категорий сотрудников полиции[7]; разрешены к использованию сотрудниками таможенной службы (пистолет ПММ может быть выдан вместо пистолета ПМ)[8]
- Россия — состоит на вооружении в ВС РФ[9], ФСБ[10], ФСО, вневедомственной охраны Росгвардии[11], ФССП РФ[12] и ФСИН[13]. Является наградным оружием[14].